# Micrathyria pseudeximia
Micrathyria pseudeximia är en trollsländeart som beskrevs av Westfall 1992. Micrathyria pseudeximia ingår i släktet Micrathyria och familjen segeltrollsländor. Inga underarter finns listade i Catalogue of Life.